# دارزین ۱
دارزین ۱، روستایی از توابع بخش مرکزی شهرستان بم در استان کرمان و در فاصله ۳۵ کیلومتری بم قرار دارد.

## نامگذاری
نام دارزین در اصل دارزنان بوده است که به مرور زمان به دارزین تبدیل شده است. در خصوص وجه‌تسمیه این نام چنین نقل می‌کنند: «چون بهمن بن اسفندیار (شاه هخامنشی) به خونخواهی پدرش از اصطخر به زابل لشکر کشید، فرامرز پسر رستم از حرکت سپاه بهمن آگاه گشت. او هم با لشکری عزم جنگ به سوی لشکر بهمن که از فارس می‌آمد، شتافت. این دو لشکر در محل کنونی این شهر به هم تلاقی کرده و پس از زد و خورد، بهمن پیروز گشت. گویند که از شرق محل نبرد داری تهیه کرده و در غرب محل نبرد، آن دار را استوار ساخت و فرامرز را در آنجا به دار آویخت. امروزه این دو محل در دو سوی شهر بم قرار دارند. به طوری که محلی را که دار از آنجا تهیه شده به نام دارستان و محلی را که فرامرز به دار آویخته شده، دارزین می‌نامند.»

## جمعیت
این روستا در دهستان حومه قرار دارد و براساس سرشماری مرکز آمار ایران در سال ۱۳۹۵، جمعیت آن ۲۷۴ نفر (۸۱ خانوار) بوده‌است.